# Lady (canción de Kenny Rogers)
«Lady» (en español: «Señora») es el título de una balada country escrita y producida por Lionel Richie e interpretada por primera vez por el cantautor estadounidense de música country Kenny Rogers. Fue lanzado el 29 de septiembre de 1980, la canción fue incluida en el álbum recopilatorio de Rogers, Kenny Rogers: Greatest Hits (1980).
Se convirtió en el primer disco de la década de los 80's en aparecer en las tres listas de sencillos de Billboard: Hot Country Songs, Hot 100 y Hot Adult Contemporary Tracks.
Alcanzó el número uno en tres de esas listas a finales de 1980. En el Hot 100, "Lady" alcanzó la cima el 15 de noviembre y se mantuvo durante un período de seis semanas. En la Hot Country Singles, pasaría una semana en la cima. "Lady" también alcanzó el número 42 en la lista Hot Soul Singles. Aparece en el número 60 de la lista "Hot 100 All-Time Top Songs" de Billboard. En Reino Unido llegó al puesto 12 de la UK Singles Chart. Alcanzó el Top 10 en varios países como Argentina, Canadá, Nueva Zelanda y Sudáfrica.

## Posicionamiento en listas
| Lista (1980-1981)                   | Máxima posición |
| ----------------------------------- | --------------- |
| Argentina (Cash Box)                | 3               |
| Australia (Kent Music Report)       | 16              |
| Bélgica (Flandes) (Ultratop 50)     | 17              |
| Canadá (CRIA Top Singles)           | 2               |
| Canadá (RPM Country Tracks)         | 2               |
| Canadá (RPM Top Singles)            | 2               |
| Canadá (RPM Adult Contemporary)     | 6               |
| España (AFYVE)                      | 19              |
| Estados Unidos (Hot Country Songs)  | 1               |
| Estados Unidos (Billboard Hot 100)  | 1               |
| Estados Unidos (Adult Contemporary) | 1               |
| Estados Unidos (Billboard R&B)      | 42              |
| Francia (SNEP)                      | 11              |
| Irlanda (IRMA)                      | 12              |
| Nueva Zelanda (Recorded Music NZ)   | 6               |
| Países Bajos (Dutch Top 40)         | 16              |
| Reino Unido (UK Singles Chart)      | 12              |
| Sudáfrica (Springbok)               | 3               |

### Sucesión en listas
| Predecesor: «Woman in Love» de Barbra Streisand | U.S. Billboard Hot 100 — Sencillo N°. 1 15 de noviembre de 1980 - 26 de diciembre de 1980 | Sucesor: «(Just Like) Starting Over» de John Lennon |

| Predecesor: «Woman in Love» de Barbra Streisand | U.S. Billboard Hot Adult Contemporary Tracks — Sencillo N°. 1 15 de noviembre de 1980 - 19 de diciembre de 1980 | Sucesor: «Never Be The Same» de Christopher Cross |

| Predecesor: «Could I Have This Dance» de Anne Murray | U.S. Billboard Hot Country Songs — Sencillo N°. 1 22 de noviembre de 1980 - 28 de noviembre de 1980 | Sucesor: «If You Ever Change Your Mind» de Crystal Gayle |